# Polyosma villosa
Polyosma villosa är en tvåhjärtbladig växtart som beskrevs av Merrill. Polyosma villosa ingår i släktet Polyosma och familjen Escalloniaceae. Inga underarter finns listade i Catalogue of Life.